# Mười hai vị thần trên đỉnh Olympus

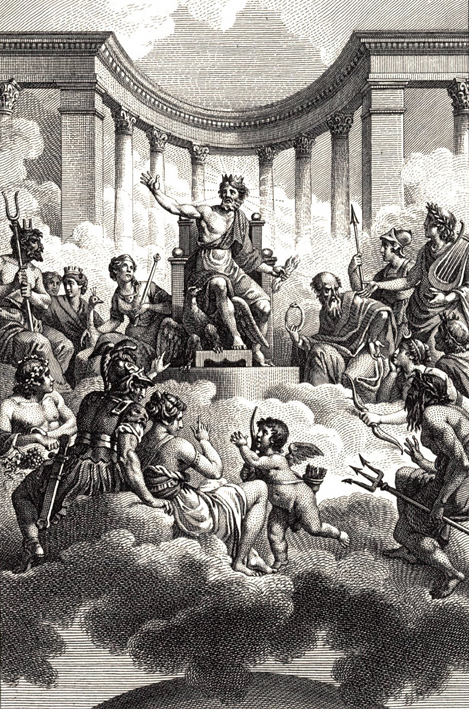
Mười hai vị thần trên đỉnh Olympus của Monsiau, vẽ vào khoảng cuối thế kỷ XVIII

12 vị thần là những vị thần chính trong điện thờ của người Hy Lạp, cai trị trên đỉnh Olympus. Các vị thần đỉnh Olympus giành quyền thống trị sau khi Zeus lãnh đạo các vị thần giành chiến thắng trong trận chiến với các Titan.
Tài liệu cổ xưa nhất về các nghi thức tôn giáo với các vị thần được tìm thấy trong các bài thơ Homer ca tụng Hermes. Sự sùng bái mười hai vị thần đỉnh Olympus của người Hy Lạp có thể bắt nguồn từ thế kỷ thứ VI TCN ở thành Athens và gần như không có tiền lệ vào thời kỳ văn hóa Mycenae. Việc thờ phụng mười hai vị thần Olympus thường được xác định bắt đầu vào thời gian Pesistratos lên nhiếp chính ở thành Athens, vào năm 522/521 TCN.
Hệ thống cổ điển của mười hai vị thần trên đỉnh Olympus bao gồm các vị thần:
Zeus, Hera, Poseidon, Demeter, Athena, Hestia, Apollo, Artemis, Ares, Aphrodite, Hephaestus và Hermes và sau này là Dionysos thế chỗ của Hestia
Hades (tiếng La Mã: Pluto) thường không nằm trong danh sách này. Ông không có vị trí trong thần điện bởi ông dành hầu hết thời gian dưới âm phủ, vương quốc của ông.
Hệ thống La Mã tương ứng của Ennius đặt tên La Mã tương đương cho những vị thần Hy Lạp, nhưng thay thế Dionysus (Bacchus) bằng Hestia (Vesta) vì thế danh sách có sáu nam thần và sáu nữ thần.
Herodotus đưa vào danh sách của ông các vị thần sau: Zeus, Hera, Poseidon, Hermes, Athena, Apollo, Alpheus, Cronus, Rhea và các nữ thần Charites.
Herodotus cũng đề cập đến Heracles trong danh sách.
Lucian cũng kể đến Heracles Asclepius là thành viên của mười hai vị thần, tuy nhiên không giải thích hai vị thần nào đã phải nhường vị trí cho họ.
Ở đảo Kos, Heracles và Dionysus được đưa vào danh sách, Ares và Hephaestus thì không.
Hebe, Helios, Eros (Cupid), Selene và Persephone cũng là những vị thần quan trọng đôi khi được kể vào nhóm mười hai vị thần. Eros thường được miêu tả cùng với mười hai vị thần kia, đặc biệt với mẹ là Aphrodite, nhưng hiếm khi được công nhận là một trong số các vị thần trên đỉnh Olympus.
Plato đã liên hệ mười hai vị thần đỉnh Olympus với mười hai tháng trong năm, và đề nghị tháng cuối cùng đặc biệt vinh dự dành riêng cho Hades và những linh hồn đã chết, ám chỉ ông tính Hades là một trong số mười hai vị thần. Hades dần bị rút tên ra khỏi nhóm này vì liên quan đến âm phủ. Trong Phaedrus Plato xếp mười hai vị thần tương ứng với các cung Hoàng đạo và loại bỏ Hestia ra khỏi sự sắp xếp đó.

## Danh sách các vị thần trên đỉnh Olympus

### Các vị thần cổ điển
| Tên Hy Lạp | Tên La Mã | Hình ảnh                                  | Mô tả | Thế hệ                    |
| ---------- | --------- | ----------------------------------------- | --- | ------------------------- |
| Zeus       | Jupiter   |                                           | Là vua của các vị thần và người cai quản đỉnh Olympus; thần bầu trời và sấm sét. Con út của Titan Cronus và Rhea. Biểu tượng bao gồm tia sét, đại bàng, cây sồi, quyền trượng và cái cân. Là em và chồng của Hera, dù vậy ông có rất nhiều tình nhân. | Thứ nhất                  |
| Hera       | Juno      |                                           | Nữ hoàng của các thần; nữ thần hôn nhân và gia đình. Biểu tượng: chim công, quả lựu, vương miện, chim cu, sư tử và bò cái. Con gái út của Cronus và Rhea. Chị và vợ của Zeus. Vì là thần hôn nhân nên bà thường đi trả thù những tình nhân và con riêng của Zeus. | Thứ nhất                  |
| Poseidon   | Neptune   |                                           | Chúa tể của biển cả, động đất và ngựa. Biểu tượng: ngựa, bò đực, cá heo và cây đinh ba. Con giữa của Cronus và Rhea. Anh của Zeus và là em của Hades. Kết hôn với nữ thần biển Amphitrite, nhưng cũng như hầu hết các nam thần Hy Lạp, ông có khá nhiều tình nhân. | Thứ nhất                  |
| Dionysus   | Bacchus   |                                           | Thần rượu, tiệc tùng và hoan lạc. Thần bảo trợ của nghệ thuật sân khấu. Biểu tượng: rượu nho, dây trường xuân, cốc rượu, hổ, báo đen, báo đốm, cá heo và dê. Con trai của Zeus và công chúa thành Thebe Semele. Kết hôn với công chúa đảo Crete Ariadne. Vị thần trẻ nhất đỉnh Olympus, cũng là vị thần duy nhất có mẹ là người trần. | Thứ hai                   |
| Artemis    | Diana     |                                           | Trinh nữ và nữ thần săn bắn, trinh tiết, trẻ sơ sinh, thuật bắn cung, Mặt Trăng và muôn thú. Biểu tượng: Mặt Trăng, hươu, chó săn, gấu cái, rắn, cây bách, cung và tên. Con gái của Zeus và Leto, em song sinh với Apollo. | Thứ hai                   |
| Apollo     | Apollo    |                                           | Thần ánh sáng, âm nhạc, thơ ca, tiên tri và thuật bắn cung. Con trai của Zeus và Leto. Biểu tượng: Mặt Trời, đàn lia (lyre), cung và tên, quạ, cá heo, sói, thiên nga và chuột. Anh song sinh với Artemis. | Thứ hai                   |
| Hermes     | Mercury   |                                           | Người đưa tin của các thần; thần thương nghiệp và trộm cắp. Biểu tượng: y hiệu (quyền trượng có hai con rắn quấn nhau), mũ và đôi dép có cánh, cò và rùa (thần từng dùng mai rùa để chế tạo ra đàn lia). Con trai của Zeus và tiên nữ Maia. Vị thần trẻ thứ hai của đỉnh Olympus, chỉ lớn tuổi hơn Dionysus. Kết hôn với Dryope, con gái của Dryops. Pan, con trai họ trở thành thần thiên nhiên và chúa tể của các thần rừng.                                                           | Thứ hai                   |
| Athena     | Minerva   |                                           | Trinh nữ và nữ thần trí tuệ, thủ công, quốc phòng và chiến tranh chính nghĩa. Biểu tượng: cú và cây olive. Con gái của Zeus và Hải tinh (Oceanid) Metis. Athena trưởng thành phóng ra từ đầu của Zeus với đầy đủ trang bị vũ khí sau khi Zeus nuốt mẹ bà. | Thứ hai                   |
| Ares       | Mars      | Berlin - Brandenburger Tor - Mars cropped | Thần chiến tranh, bạo lực và chém giết. Biểu tượng: lợn rừng, rắn, chó, kền kền, giáo và khiên. Con trai của Zeus và Hera. Tất cả các vị thần khác đều khinh thường ông, trừ Aphrodite. Tên Latin của ông, Mars, là gốc của từ "martial." | Thứ hai                   |
| Aphrodite  | Venus     |                                           | Nữ thần tình yêu, sắc đẹp và dục vọng. Biểu tượng: Bồ câu, chim chóc, táo, ong, thiên nga, mía và hoa hồng. Con gái của Zeus và Hải tinh Dione, hoặc cũng có thể sinh ra từ bọt biển sau khi máu của Uranus nhỏ xuống biển và mặt đất khi bị đứa con út Cronus đánh bại. Kết hôn với Hephaestus, dù vậy nàng cũng có nhiều chuyện yêu đương bên ngoài, đáng chú ý nhất là với Ares. Tên nàng là gốc của từ "aphrodisiac", và tên Latin của nàng là gốc của từ "venereal" (giao phối).[B] | Thứ haihoặc từthế hệTitan |
| Hephaestus | Vulcan    |                                           | Thần thợ rèn và thợ thủ công của các thần; thần lửa và luyện kim. Biểu tượng: lửa, cái đe, rìa, lừa, búa, cái kẹp và chim cút. Con trai của Hera hoặc của Hera và Zeus. Em trai của Ares. Kết hôn với Aphrodite, tuy nhiên khác với các ông chồng khác, ông hiếm khi nào lăng nhăng bên ngoài. Tên Latin của ông, Vulcan, là gốc của từ "volcano" (núi lửa). | Thứ hai                   |
| Demeter    | Ceres     |                                           | Nữ thần sinh sản, nông nghiệp, tự nhiên và mùa màng. Biểu tượng: chó con, lúa mì, ngọn đuốc và heo. Con gái giữa của Cronus và Rhea. Tên Latin của bà, Ceres, là gốc của từ "cereal" (ngũ cốc). | Thứ nhất                  |

1. ^  Người La Mã còn kết hợp Phoebus với Helios và Mặt Trời[8][9] tuy nhiên họ cũng sử dụng tên Hy Lạp: Apollo.[10]
2. ^  Theo một dị bản khác về sự ra đời của Aphrodite, bà được sinh ra từ bộ phận sinh dục của Uranus, ông của Zeus, — bị Cronus xén và ném xuống biển. Bản này góp phần giải thích từ nguyên gốc của tên bà ("Aphro" theo tiếng Hy Lạp cổ đại có nghĩa là bọt biển).Theo đó, Aphrodite cùng thế hệ với Cronus, cha của Zeus, và cũng có nghĩa Aphrodite là cô của Zeus. Xem sự ra đời của Aphrodite.

### Các kiểu xác định khác
Các vị thần sau cũng đôi khi được nhắc đến trong mười hai vị thần đỉnh Olympus
| Tên Hy Lạp | Tên La Mã          | Hình ảnh | Mô tả | Thế hệ                                 |
| ---------- | ------------------ | -------- | --- | -------------------------------------- |
| Hades      | Pluto              |          | Thần cai quản Âm phủ, người chết và của cải ở thế giới dưới lòng đất ("Pluto" nghĩa là "Người Giàu Có"); ông ra đời vào thế hệ đầu tiên của Olympus, nhưng ông sống dưới Âm phủ nhiều hơn là trên đỉnh núi nên thường ông không được tính vào mười hai vị thần đỉnh Olympus. | Thứ nhất                               |
| Hestia     | Vesta              |          | Nữ thần của bếp lửa, xây dựng và bảo vệ đời sống gia đình; bà ra đời vào thế hệ đầu tiên của Olympus và nguyên là một trong mười hai vị thần đỉnh Olympus. | Thứ nhất                               |
| Asclepius  | Vejovis            |          | Thần của y học và chữa lành vết thương. Con trai của thần Apollo. Ông tượng trưng cho khía cạnh chữa lành của y học, các con gái của ông Hygieia ("Health" - sức khỏe), Iaso ("Medicine" – thuốc), Aceso ("Healing" - chữa lành), Aglæa/Ægle ("Healthy Glow" - Quầng sáng tốt lành), và Panacea ("Universal Remedy" - Phương thuốc vạn năng). | Thứ ba                                 |
| Eros       | Cupid              |          | Thần của tình yêu dục tính và cái đẹp, còn được coi là thần sinh sản. Con trai của Aphrodite và Ares. Thần thường được miêu tả mang bên mình cây đàn lia hoặc cung và tên, kèm theo cá heo, hoa hồng và ngọn đuốc. | Thứ bahoặcNguyên thủy                  |
| Hebe       | Juventas           |          | Con gái của Zeus và Hera. Hebe là người giữ cốc cho các nam thần và nữ thần trên đỉnh Olympus, phục vụ thức ăn và thức uống thần thánh cho đến khi kết hôn với Heracles. | Thứ hai                                |
| Heracles   | Hercules           |          | Người anh hùng siêu phàm, con trai của Zeus và Alcmene, con nuôi của Amphitryon và là chắt (và cũng là em cùng cha khác mẹ) của Perseus (Περσεύς). Là người anh hùng Hy Lạp vĩ đại nhất, hình tượng mẫu mực của sự nam tính và là nhà vô địch trong số các thần trên đỉnh Olympus trong cuộc chiến chống lại các quái vật từ âm phủ. | Thứ hai                                |
| Pan        | Faunus/Sylvananous |          | Thần của cuộc sống hoang dã, của người chăn cừu và các đàn gia súc, của các ngọn núi hoang vu, thần săn bắn và nhạc đồng quê, cũng như là bạn đồng hành của các thần nữ. | Thông thường làThứ bađôi khi làThứ hai |
| Persephone | Proserpina         |          | Nữ hoàng của Âm phủ và là con gái của Demeter và Zeus. Nữ thần của mùa xuân. Trở thành vợ của Hades, thần cai quản âm phủ, khi bị ông bắt cóc. Demeter, sao nhãng vì con gái mất tích, bỏ bê mặt đất khiến không thứ gì sinh sôi nảy nở được. Sau cùng, Zeus yêu cầu Hades thả Persephone về đoàn tụ với mẹ. Hades cho phép Persephone về, nhưng vì đã ăn bốn hạt lựu ở âm phủ khi bị Hades bắt cóc, Persephone phải sống dưới âm phủ 3 tháng mỗi năm. Điều này tạo ra các mùa trong năm. | Thứ hai                                |

### Những nhân vật gần gũi với các vị thần Olympus
Các nam thần, nữ thần và á thần sau thường không được tính là thần trên đỉnh Olympus, dù vậy cũng khá gần gũi với họ.
- Aeolus (thần thoại) – Vua của các ngọn gió, cai quản Anemoi, chủ nhân của các ngọn gió mùa.
- Amphitrite – Nữ hoàng Biển cả, vợ của Poseidon.
- Anemoi – Những vị thần gió, bao gồm Boreas (bắc), Notus (nam), Zephyrus (tây), và Eurus (đông).
- Aura – Nữ thần của các cơn gió nhẹ và không khí trong lành.
- Bia – Hiện thân của bạo lực.
- Circe – Tiểu thần của ma thuật, tránh nhầm lẫn với Hecate.
- Deimos – Thần của nỗi khiếp sợ, anh song sinh của Phobos.
- Dione – Hải tinh; mẹ của Aphrodite cùng với Zeus trong phiên bản của Homer.
- Eileithyia – Nữ thần của sự sinh nở; con gái của Hera và Zeus.
- Enyo – Một nữ thần chiến tranh, người đồng hành với Ares. Cũng là em gái của Ares trong vài trường hợp. Trong những trường hợp này, bố mẹ của thần là Zeus và Hera.
- Eos – Hiện thân của bình minh.
- Eris – Nữ thần bất hòa và xung đột.
- Aphroditus - Vị thần của sự đoàn kết nam và nữ, mặt trăng và khả năng sinh sản
- Ganymede – Người giữ cốc trên cung điện của các vị thần đỉnh Olympus. Cậu cũng là vị thần của tình yêu đồng tính.
- Hermaphroditos - vị thần của sự lưỡng tính và người đàn ông nữ tính.
- Graces – Các nữ thần sắc đẹp, theo hầu Aphrodite và Hera.
- Harmonia – Nữ thần của sự hòa hợp và đồng điệu, đối nghịch với Eris, con gái Aphrodite.
- Hecate – Nữ thần của ma thuật, phù thủy và ngã tư đường.
- Helios – Titan; hiện thân của Mặt Trời. Từng là thần Mặt Trời của thế hệ trước - thời đại của các Titan. Sau này ông thần phục Zeus và Olympius, trở thành thuộc hạ của Apollo nên được giao trọng trách điều khiển cỗ xe kéo Mặt Trời.
- Horae – Những người canh gác đỉnh Olympus.
- Hypnos – Thần của giấc ngủ, cha của Morpheus và con trai của Nyx.
- Iris – Hiện thân của cầu vồng, cũng là người đưa tin cho các vị thần Olympus cùng với Hermes.
- Kratos – Hiện thân của quyền lực.
- Leto – Titan của thế giới vô hình; mẹ của Apollo và Artemis.
- Moirai – Các nữ thần nắm giữ số mệnh, quyền lực hơn cả Zeus.
- Momus – Thần của sự châm biếm, nhạo báng, văn chương trào phúng và thi sĩ.
- Morpheus – Thần của giấc mơ.
- Muse – Chín tiên nữ của khoa học và nghệ thuật. Tên của họ: Calliope, Urania, Clio, Polyhymnia, Melpomene, Terpsichore, Thalia, Euterpe, và Erato.
- Nemesis – Nữ thần của sự báo thù.
- Nike – Nữ thần chiến thắng.
- Orpheus con trai của vua Oeagrus xứ Thrace và nữ thần thi ca (muse) Calliope (trong một số truyền thuyết khác thì Orpheus là con trai của Apollo và Calliope).Orpheus là một trong những đại thi hào, nhạc sĩ thuở sơ khai, là người sáng tạo ra hoặc cải tiến chiếc đàn lyre.
- Nyx – Nữ thần đêm.
- Paean – Thầy thuốc của các vị thần.
- Perseus – Con trai của Zeus, người giết Medusa, người sáng lập huyền thoại của nền văn hóa Mycenae và Triều đại Perseid.
- Phobos – Thần của sự sợ hãi, em song sinh với Deimos.
- Selene – Titan; hiện thân của Mặt Trăng.
- Styx – Nữ thần sông Styx, dòng sông mà các thần dùng để tuyên thề.
- Thanatos – Thần của sự chết chóc, thuộc hạ tín cẩn của Hades, đôi khi là hiện thân của cái chết. Hình tượng tử thần với lưỡi hái bạc xuất hiện ở nhân gian đón linh hồn của người đã chết về với âm giới chính là ông ta.
- Theseus – Con trai của vua Aegeus thành Athen (có thuyết lại cho rằng trên danh nghĩa là hoàng tử Athen nhưng  ông thật ra chính là con của Poseidon khi thần giả thành Aegeus và ban con cho công chúa Aethra sau khi Ageus bị chuốc rượu đến say khướt), người anh hùng của thành Athens và người đã giết Minotaur.
- Triton – Người đưa tin của các vùng biển, con trai của Poseidon và Amphitrite. Thần cầm một vỏ ốc xà cừ xoắn.
- Tyche – Nữ thần của sự may mắn.
- Zelus – Hiện thân của sự cạnh tranh.